# Mmm... Prepare to be Swayed
Mmm... Prepare to be Swayed foi o primeiro álbum de estúdio do cantor norueguês Sway, que posteriormente ficou conhecido como Espen Lind.

## Lançamento
O álbum foi lançado em 1995 na Noruega pela MCA Music Entertainment e atingiu o Top 30 da parada norueguesa. Mais tarde, o disco também  foi editado na Alemanha.
Deste álbum foram lançados os singles "Yum Yum Gimme Some" e "American Love" na Noruega, além de "Blast Yer Brain", que se tornou um hit nas pistas de dança da Europa.
Todo o álbum foi composto e produzido pelo cantor.

## Faixas
1. "Driven By The Devil" (4:19)
2. "Yum Yum Gimme Some" (4:30)
3. "Leather" (4:29)
4. "Sweat" (4:04)
5. "Bisexual Teens" (5:37)
6. "Missing Her Then" (2:01)
7. "The Last Day Of My Life" (8:16)
8. "Blast Yer Brain" (4:31)
9. "American Love" (5:49)

 Faixa Bônus: "Girlfriend You're a Bitch" [somente na versão interativa]

## Ligações Externas
- Mmm... Prepare to be Swayed no Spotify (Para ouvir)